# Nesopauropus ceylonicus
Nesopauropus ceylonicus är en mångfotingart som först beskrevs av Ulf Scheller 1970.  Nesopauropus ceylonicus ingår i släktet Nesopauropus och familjen fåfotingar. Inga underarter finns listade i Catalogue of Life.